# Alexander Wetterhall
Alexander Wetterhall (Värnamo, 13 april 1986) is een Zweeds voormalig professioneel wielrenner.
Wetterhall begon als junior met mountainbiken, maar nadat hij in 2009 het Zweeds kampioenschap tijdrijden voor elite won is het hij zich gaan specialiseren op de weg.

## Belangrijkste overwinningen
2007
 Zweeds kampioen estafette, Elite
2009
 Zweeds kampioen tijdrijden, Elite
2010
Eindklassement FBD Insurance Rás
1e etappe Ringerike GP
2013
Ronde van Drenthe
2016
 Zweeds kampioen tijdrijden, Elite

## Ploegen
- 2008 –  Pezula Racing (stagiair vanaf 15-8)
- 2009 –  MagnusMaximusCoffee.com
- 2010 –  Team Sprocket
- 2010 –  Cervélo Test Team (stagiair vanaf 1-8)
- 2011 –  Endura Racing
- 2012 –  Endura Racing
- 2013 –  Team NetApp-Endura
- 2014 –  FireFighters Upsala CK
- 2015 –  Team Tre Berg-Bianchi
- 2016 –  Team Tre Berg-Bianchi
- 2017 –  Team Tre Berg-PostNord

Appollonio · Bos · Cuesta · Correia · Deignan · Denifl · Florencio · Hammond · Haussler · Hoestov · Hunt · Hushovd  · King · Klier · Konovalovas · Lancaster · Lloyd · Novoa · Pujol · Rasch · Reimer · Rollin · Sastre · Tondó · Wyss · Teklehaimanot (stagiair) · Wetterhall (stagiair)
Anderson · Bauer · Blain · Camaño · Clarke · Hayles · de Jonge · Mandri · Moss · Oliphant · Partridge · Pritchard · Thwaites · Voss · Wetterhall · C. Wilkinson · I. Wilkinson
Anderson · Bibby · Blain · Camaño · Dempster · Downing · Mandri · McEvoy · Partridge · Rowsell · Thwaites · Tiernan-Locke · Voss · Wetterhall · Wilkinson · Windsor
Bárta · 
Benedetti · 
Camaño · 
De la Cruz · 
Dempster · 
Downing · 
Eichler · 
Huzarski · 
Jarc ·   
Kluge ·   
König · 
Matzka · 
McEvoy ·
Mendes · 
Rowsell · 
Schillinger · 
Schorn · 
Schwarzmann · 
Thwaites · 
Voss · 
Wetterhall
Bengtsson · Fåglum · Gustavsson · Kastemyr · Larsén · Lundgren · Magnusson · Sandersson · Wetterhall